# Afrostyrax macranthus
Afrostyrax macranthus är en tvåhjärtbladig växtart som beskrevs av Gottfried Wilhelm Johannes Mildbraed. Afrostyrax macranthus ingår i släktet Afrostyrax och familjen Huaceae. Inga underarter finns listade i Catalogue of Life.